# Езерский, Милий Викентьевич
Милий Викентьевич Езерский (12(24) октября 1891, Изяслав, Украина — 13 апреля 1976, Москва) — русский советский писатель, поэт, автор исторической прозы.

## Биография и творчество
В 1908 году окончил гимназию в Виннице. Участник Гражданской войны в России. Брат — Вячеслав Викентьевич Езерский, тоже писатель.
В молодости Милий Езерский писал плохие стихи, но дебютировал в прозе. Печататься начал с 1923 года. Основная, хотя и не единственная тема его творчества — история Древнего мира. В период с 1923 по 1941 годы были написаны и опубликованы: тетралогия «Власть и народ» (романы «Братья Гракхи», «Марий и Сулла», «Триумвиры», «Конец республики»); повести «Сила земли», «Аристоник», «Каменотес Нугри»; цикл рассказов, романов и повестей из жизни северных народов России и русских поморов (наиболее известны «Чудь белоглазая» и «Золотая баба»); роман «Тарас Шевченко»; повесть «Дмитрий Донской».
В 1929 г. писатель был замечен Горьким, находившимся тогда в Италии:

Из новых мне понравились Колоколов и Милий Езерский. 
Некоторые советские литературные критики 30-х-40-х годов отрицательно отзывалась о произведениях Езерского, обвиняя автора в «излишней занимательности сюжетов», «авантюристичности произведений, свойственных буржуазной литературе», перегруженности романов словами и выражениями античного мира вместо употребления русских аналогов. Однако о Милии Езерском с большой теплотой отзывался известный историк, писатель и популяризатор античности А. И. Немировский, который неоднократно отмечал, что употребление подлинных античных слов скорее украшает художественное произведение.